# 15 Pułk Piechoty Liniowej

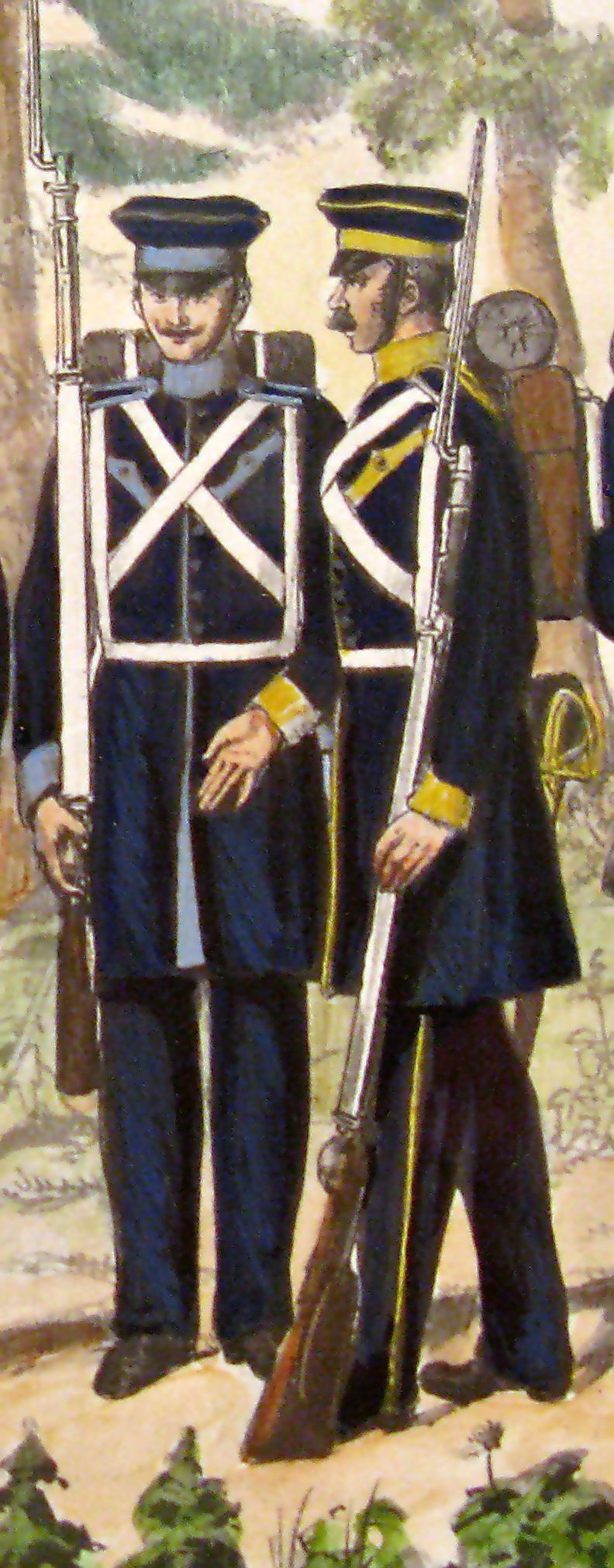
Żołnierze 14. i 15 pułku piechoty

15 Pułk Piechoty Liniowej – polski pułk piechoty okresu powstania listopadowego.

## Formowanie i zmiany organizacyjne
Po abdykacji Napoleona, car Aleksander I wyraził zgodę na odesłanie oddziałów polskich do kraju. Miały one stanowić bazę do tworzenia Wojska Polskiego pod dowództwem wielkiego księcia Konstantego. 13 czerwca 1814 pułkowi wyznaczono miejsce koncentracji w Radomiu. Pułk nie został jednak odtworzony, bowiem etat armii Królestwa Polskiego przewidywał tylko 12 pułków piechoty. Nowe pułki piechoty sformowano dopiero po wybuchu powstania listopadowego. Rozkaz dyktatora gen. Józefa Chłopickiego z 10 stycznia 1831 nakładał obowiązek ich organizowania na władze wojewódzkie. 15 pułk piechoty tworzony był w województwie lubelskim pierwotnie pod nazwą: 1 Pułk Województwa Lubelskiego. Zgodnie z etatem pułk miał składać się ze sztabu i trzech batalionów piechoty liniowej po cztery kompanie. Winien liczyć 57 oficerów, 216 podoficerów, 40 muzykantów, i 2355 szeregowych frontowych i 27 żołnierzy niefrontowych. W sumie w pułku miało służyć 2695 żołnierzy.
W marcu 1831 pułk wszedł w skład Korpusu Obserwacyjnego gen. Paca. 26 kwietnia 1831 przeprowadzono kolejną reorganizacje piechoty armii głównej dzieląc ją na pięć dywizji. Pułk znalazł się w 1 Brygadzie 4 Dywizji Piechoty.
Jego dowódcą był ppłk Jan Łempicki. Pułk walczył pod Jędrzejowem 13 maja 1831.

## Walki pułku
W lutym 1831 dwa bataliony 15 pułku przeszły z Warki pod Górę Kalwarię celem obrony przepraw. Marsz był dla nich pierwszym sprawdzianem gotowości bojowej, mimo że do bitwy nie doszło. Do końca kwietnia pułk pozostawał w składzie brygady płk. Jakuba Krasickiego w korpusie obserwacyjnym gen. Ludwika Paca, dozorującym Wisłę od Potyczy do Gniewoszowa. 3 maja pułk w sile dwóch batalionów włączony został w skład armii czynnej i podporządkowany I brygadzie gen. Umińskiego 4 Dywizji Piechoty. W jej składzie wziął udział w wyprawie na gwardię rosyjską. Nocą z 12 na 13 maja 15 pułk piechoty wraz z pułkiem grenadierów gwardii i artylerią dywizyjną stanął w Jędrzejowie koło Kałuszyna. O świcie Rosjanie pod dowództwem feldmarsz. Dybicza wyparli z Kałuszyna dwa bataliony 3 pułku strzelców pieszych. 15 pułk piechoty bronił się w drugim rzucie wraz z 4 kompanią artylerii pozycyjnej. Osłaniał odwrót pułku grenadierów. Za męstwo w boju dowódca pułku udekorowany został Złotym Krzyżem Virtuti Militari. Około południa I brygada w składzie pułk grenadierów i 15 pułk piechoty liniowej wycofała się do Brzezin.
W połowie czerwca pułk wziął udział w wyprawie łysobyckiej (Jeziorzany) przeciwko rosyjskiemu korpusowi gen. Rudigera. Pułk maszerował przez Mienię, Wodyń, Osiny do Gułowa. Dalej działając w składzie lewej kolumny przez Serokomię i Kock dążył do okrążenia przeprawiających się przez Wieprz Rosjan. Tymczasem 20 czerwca gen. Rudiger wykonał uderzenie uprzedzające na zachodnią kolumnę gen. Karola Tumy. Możliwość koncentrycznego uderzenia przybyłej właśnie polskiej grupy gen. Ramorino oraz 4 DP i grupy kawalerii gen. Tumy została zaprzepaszczona. Dowodzący polskim korpusem gen. Jankowski wydał rozkaz wycofania się do Woli Gułowskiej. Pod Potyczą przeprawiono się przez Wisłę i 23 czerwca pułk wrócił do Warszawy.
W lipcu 4 DP i 2 DK gen. Tumy skierowane zostały do Modlina celem obserwacji ruchów wojsk armii rosyjskiej. 10 lipca pułk wyszedł z podporządkowania 4 DP i włączony został do załogi twierdzy Modlin. W twierdzy przystąpił do umacniania przydzielonego mu odcinka obrony oraz budowy szałasów, ziemianek i namiotów, w których miał kwaterować. Wieści o upadku Warszawy i o przejściu armii polskiej do Prus, a także fatalne warunki kwaterowania podczas jesiennych chłodów stały się przyczyną wielu dezercji. W tych warunkach oficerowie zwrócili się do komendanta o podjęcie rozmów kapitulacyjnych. 9 października twierdza skapitulowała na warunkach honorowych. 15 pułk ustawił broń w kozły na terenie twierdzy i pomaszerował do Wyszogrodu. Tam został rozwiązany.
W 1831, w czasie wojny z Rosją, pułk otrzymał 1 złoty krzyż Orderu Virtuti Militari.

## Uzbrojenie i umundurowanie

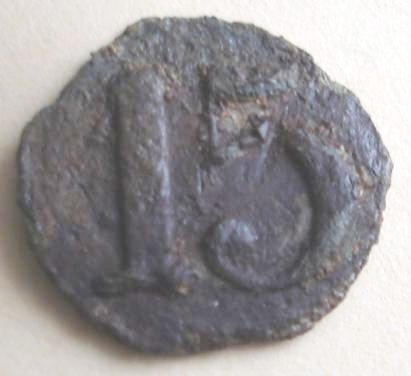
Guzik 15 Pułku Piechoty Liniowej

Uzbrojenie podstawowe piechurów stanowiły kosy i piki oraz karabiny skałkowe. Zapewne były to karabiny francuskie wz. 1777 (kaliber broni 17,5 mm), być może rosyjskie z fabryk tulskich wz. 1811 (kaliber 17,78 mm), z bagnetami. W późniejszym okresie uzbrojenie poprawiało się, dzięki broni zdobycznej i dostawom karabinów własnej produkcji. Poza kosami lub karabinami piechurzy posiadali siekiery, a w późniejszym okresie niekiedy także tasaki (pałasze piechoty). Oficerowie byli uzbrojeni w szable i pistolety. Wyposażenie żołnierzy, uzbrojonych w karabiny, uzupełniała ładownica na 40 naboi (czasem zastępowana torbą płócienną) oraz pochwa na bagnet.
Umundurowanie początkowo było niejednolite i powinno składać się z:
- wołoszki lub sukmany, najlepiej sukiennej, podszytej płótnem, w kolorze zgodnym ze strojem włościańskim w danym województwie, z kołnierzem w kolorze województwa:
- kaftana lub kożuszka z rękawami, zakrywającego podbrzusze;
- spodni sukiennych, płótnem podszytych, szarych lub w kolorze wołoszki;
- ciżem (trzewików) lub butów krótkich (z krótkimi cholewami);
- furażerki z zausznicami, z lampasem (otokiem) w kolorze województwa;
- dwóch halsztuchów (co można tłumaczyć na „szalik ”lub „krawat”) czarnych;
- trzech koszul;
- pary rękawiczek bez palców;
- dwóch par gatek (kalesonów) płóciennych.

Wyłogi żółte, naramienniki granatowe z wypustką.